# びっけ
びっけ（4月18日 - ）は、日本の漫画家。女性。2015年から『ウィングス (雑誌)』（新書館）で『極彩の家』を連載している。

## 作品リスト
- 真空融接シリーズ
  - 真空融接（ビーボーイコミックス（ビブロス）、2005年3月10日）
  - 真空融接（B's-LOVEY COMICS（エンターブレイン）、上下巻、2007年1月15日）
  - 真空融接 春（B's-LOVEY COMICS（エンターブレイン）、2009年4月1日） - 2007年にドラマCD化
- 獏〜BAKU〜
  - BAKU Vol.1（ゼロコミックス（ビブロス）、2006年3月4日）
  - 獏〜BAKU〜（『コミックZERO-SUM増刊WARD』掲載、ZERO-SUMコミックス（一迅社）、全4巻、2007年 - 2009年） - 2009年にドラマCD化
- JADE（B's LOG Comics（エンターブレイン）、2007年12月27日） - 2008年にドラマCD化
- あめのちはれ（『comic B's-LOG』2008年7月号 - 2009年7月号→『comic B's-LOGキュン』2009年Vol.1[3] - 2012年Vol.19→『B's-LOG COMIC』Vol.1[4] - Vol.23連載、B's LOG Comics（エンターブレイン）、全8巻、2008年 - 2014年）
- 壁の中の天使（EDGE COMIX（茜新社）、2010年10月28日）
  - 『OPERA』（EDGE COMIX、茜新社）Vol.19 掲載、「天使からの手紙」収録
  - 『OPERA』（EDGE COMIX、茜新社）Vol.21 掲載、「カフェで」収録
- 先輩（『OPERA』Vol.23 - Vol.30連載[5]、EDGE COMIX（茜新社）、2012年4月27日）
- 赤の世界（KCx ITAN（講談社）、2011年7月7日）
  - 『ITAN』零号（講談社）掲載、「赤の世界」収録
  - 『ITAN』1号（講談社）掲載、「朗読時間」収録
  - 『ITAN』2号 （講談社）掲載、「鳩の翼」収録
  - 『ITAN』3号 （講談社）掲載、「掌の花」収録
- 王国の子（『ITAN』6号[6] - 44号[7]掲載、KCx ITAN（講談社）、全9巻、2012年 - 2018年）
- ヤギくんとメイさん（『ARIA』2015年7月号[8] - 2018年1月号連載[9]、KCx ARIA（講談社）、全3巻、2015年 - 2017年）
- 極彩の家（『ウィングス』2015年10月号[2] - 連載中[注 1]、ウィングス・コミックス（新書館）、既刊12巻）
- エイラと外つ国の王（『ミステリーボニータ』2019年7月号[10] - 2024年8月号[11]、全10巻）
- のんびり暮らしの空太くん（BookLive!のサイト・『ぶくまる』2020年12月18日[12] - 連載）

### 読み切り
- 剣姫（『月刊プリンセス』2014年4月号雑誌内雑誌『季刊プリンスvol.2』掲載[13]）
- 花と食卓（『ARIA』2014年10月号掲載[14]）
- ショートエッセイ（『メロディ』2019年12月号別冊付録『偏愛がたり』掲載[15]）

### アンソロジー
- ゼロサムオリジナルアンソロジーシリーズArcana（4） [吸血鬼]（ZERO-SUMコミックス（一迅社）、2007年8月3日）

### その他
- カラフルノート（『ぱふ』2010年9月号[16]） - カラーイラスト制作テクニック紹介コーナー寄稿[16]
- 『だって大好きなんだもん。』（2013年7月5日発売[17]、講談社） - 『ARIA』イラスト企画「萌えシチュ」の書籍化、参加[17]
- 2014ブロスコミックアワード（『TV Bros.』2014年11月8日号[18]） - 「トロフィーを返還するイラスト」寄稿[18]
- 『BLアンソロジー・OPERA Vol.50』（2015年4月28日発売[19]、茜新社） - 寄稿[19]
- 『薔薇王の葬列』（『月刊プリンセス』2022年3月号[20]） - トリビュートイラスト寄稿
- 『けものの耳は恋でふるえる』（『ウィングス文庫』2022年6月10日発売[21]） - イラスト担当